# Маздакизм

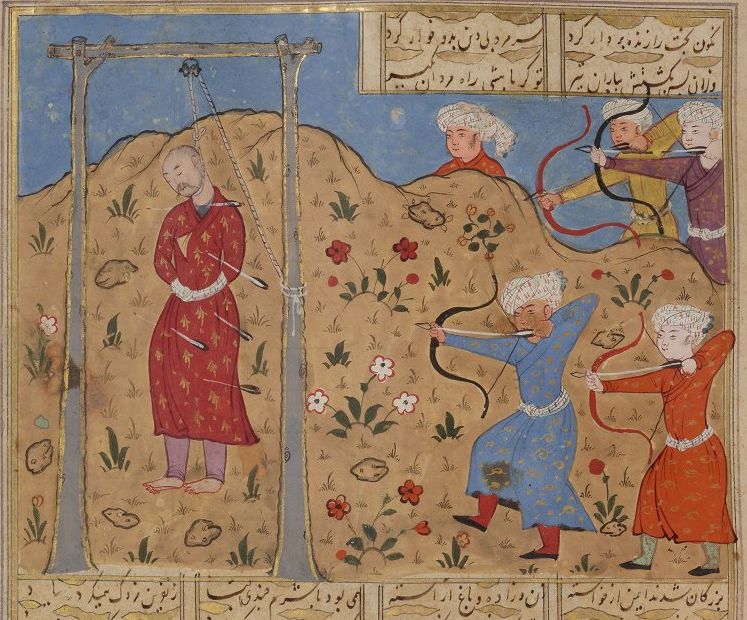
Казнь Маздака (иллюстрация из «Шахнаме»).

Маздакизм (маздекизм; зендицизм) — религиозно-философское учение, распространившееся в Иране и некоторых соседних странах в раннее средневековье. Названо по имени Маздака, сына Бамдада — руководителя маздакитского движения (хотя само учение возникло ещё в конце III века под влиянием распространявшегося манихейства). Основателем учения является зороастрийский священник Зардушт-и Хурракан из города Фесы провинции Фарс, отсюда и другое название этого учения — «зардуштакан».
В основу маздакизма легли идеи гностиков Карпократа и римлянина Бундоса, переселившегося в Иран в 300 году. Главный постулат маздакизма гласил, что в основе мирового процесса лежит борьба между светлым, добрым началом, действующим разумно и закономерно, и тёмным, злым началом, представляющим собой хаос и случайность, и что эта борьба неизбежно завершится (уже в «этом мире») победой «добра» над «злом».
Маздакизм содержал распространённые в ряде сект Ирана и Римской империи идеи о необходимости взаимопомощи, равенстве имущества и т. п. Призывая к борьбе за уничтожение социального неравенства, отождествлявшегося со «злом» и противопоставлявшегося «добру», к насильственному осуществлению «данного богом» всеобщего равенства, маздакизм стал в конце V века идеологией маздакитского движения крестьян и городской бедноты в государстве Сасанидов (начало 490-х годов — конец 520-х годов).
Маздакитское движение было поддержано царём Сасанидского государства Кавадом I, стремившимся использовать его для ослабления позиций крупной аристократии и зороастрийского жречества. В 488 году шахиншах Кавад I занял трон и в том же году в субботу 21 ноября Маздак начинает проповедь своего учения. При нём сторонники движения заняли важные административные посты, а сам Маздак был назначен на один из высших постов в государстве. Маздакиты стали захватывать имущество знати и передавать его нуждающимся. Несогласные с реформами были объявлены приверженцами зла и подверглись террору со стороны маздакитов. После отмены Маздаком в 497 году законов о традиционном браке знать устроила заговор и в 499 году свергла Кавада, который был заточен в крепости Анхуш, а иранский трон занял его младший брат Джамасп. Однако Каваду удалось бежать из заточения, после чего он в 501 году вернулся в страну с наёмниками-эфталитами, сместил своего брата Джамаспа и казнил знатных заговорщиков. После возвращения на трон Кавад стал постепенно дистанцироваться от маздакитов, хотя не имел достаточно сил для открытого разрыва. Опасаясь неограниченной диктатуры маздакитов, знать и зороастрийское духовенство пошли на союз с шахом. На сторону Кавада встало и иранское войско, вернувшееся с победой из Малой Азии. В 528 году во время религиозного диспута Маздак, верхушка его секты, а также большое число рядовых маздакитов были схвачены и зарыты заживо в землю вниз головой. Инициатором этой расправы, во время которой был казнен принявший маздакизм царевич Кавус, старший сын Кавада и наследник престола, был младший сын шаха царевич Хосров Ануширван, при негласной поддержке отца.
Общины маздакитов сохранялись в Иране, Средней Азии, Закавказье вплоть до XIV века. Идеи маздакизма использовались во многих народных движениях средневекового Востока.